# Apnée dynamique

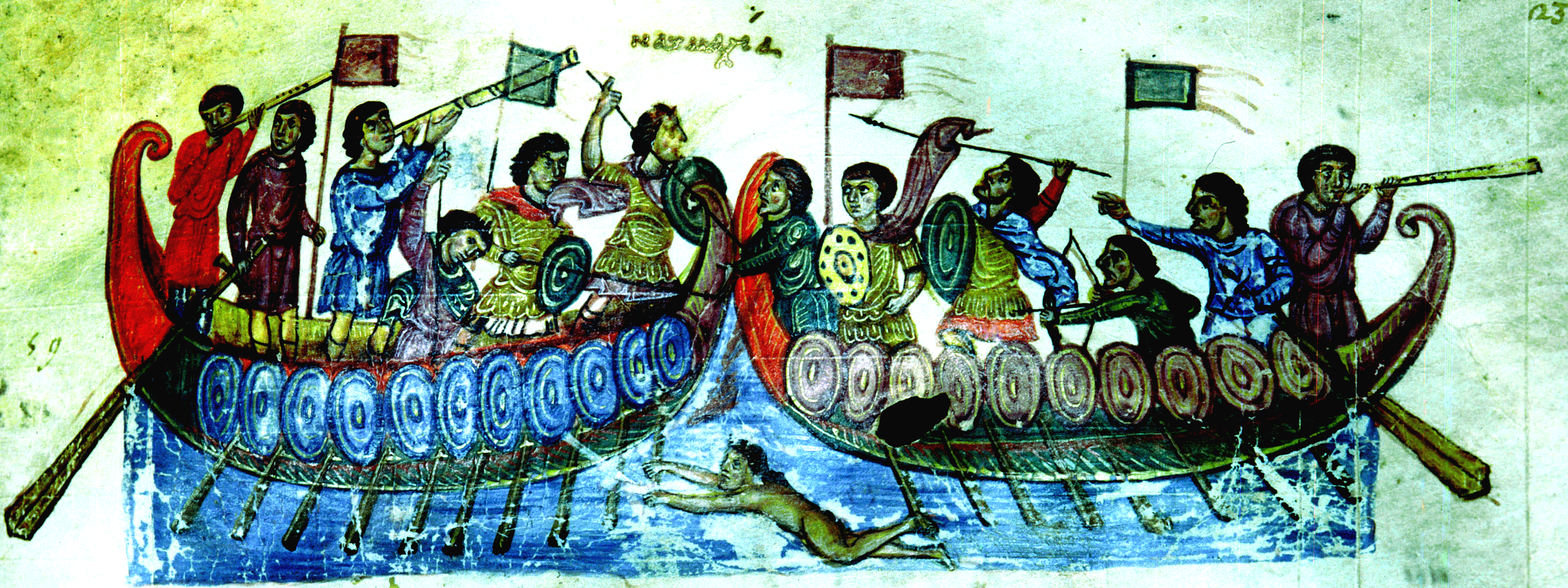
Plongeur de combat byzantin pratiquant l'apnée dynamique au XIIIe siècle.

L'apnée dynamique est une des disciplines de l'apnée sportive ainsi qu'une pratique de la plongée libre de loisir consistant à évoluer sous l'eau, en apnée, sans descendre en profondeur. Les plus anciens récits mentionnent l'apnée dynamique utilisée par les plongeurs des armées de l'Antiquité chargés de saboter des navires ennemis, de s'infiltrer ou encore de passer des informations ou des armes sans être vus par le camp adverse. Ce type d'utilisation militaire de l'apnée dynamique a existé jusqu'à l'adoption du scaphandre autonome au milieu du XXe siècle.
Lorsqu'elle est autorisée, il s'agit généralement du seul type d'apnée autorisé sans encadrement spécifique dans les piscines publiques, l'apnée statique étant habituellement interdite. En compétition, l'apnéiste parcourt la plus grande distance possible en immersion dans une piscine. Deux types d'épreuves existent :
- l'apnée dynamique avec palmes (DYN – Dynamic apnea with fins) mono-palme et (DYNB – Dynamic apnea with bifins) bipalmes ;
- l'apnée dynamique sans palmes (DNF – Dynamic apnea without fins) qui se pratique à l'aide d'une brasse optimisée.

Si les championnats ont typiquement lieu en piscine, l'apnée dynamique se pratique également en eau libre, en loisir comme en compétition. La forme la plus spectaculaire de la pratique en milieu naturel est l'apnée dynamique sous glace donnant lieu à des compétitions. L'apnéiste français Arthur Guérin-Boëri est détenteur de l'actuel record du monde avec 120 mètres parcourus sous la glace.